# GO! Atheneum Lokeren
GO! Atheneum Lokeren, voorheen bekend als Koninklijk Atheneum Lokeren, is een middelbare school in de Belgische stad Lokeren. In de volksmond wordt de school ookwel KA genoemd.

## Geschiedenis

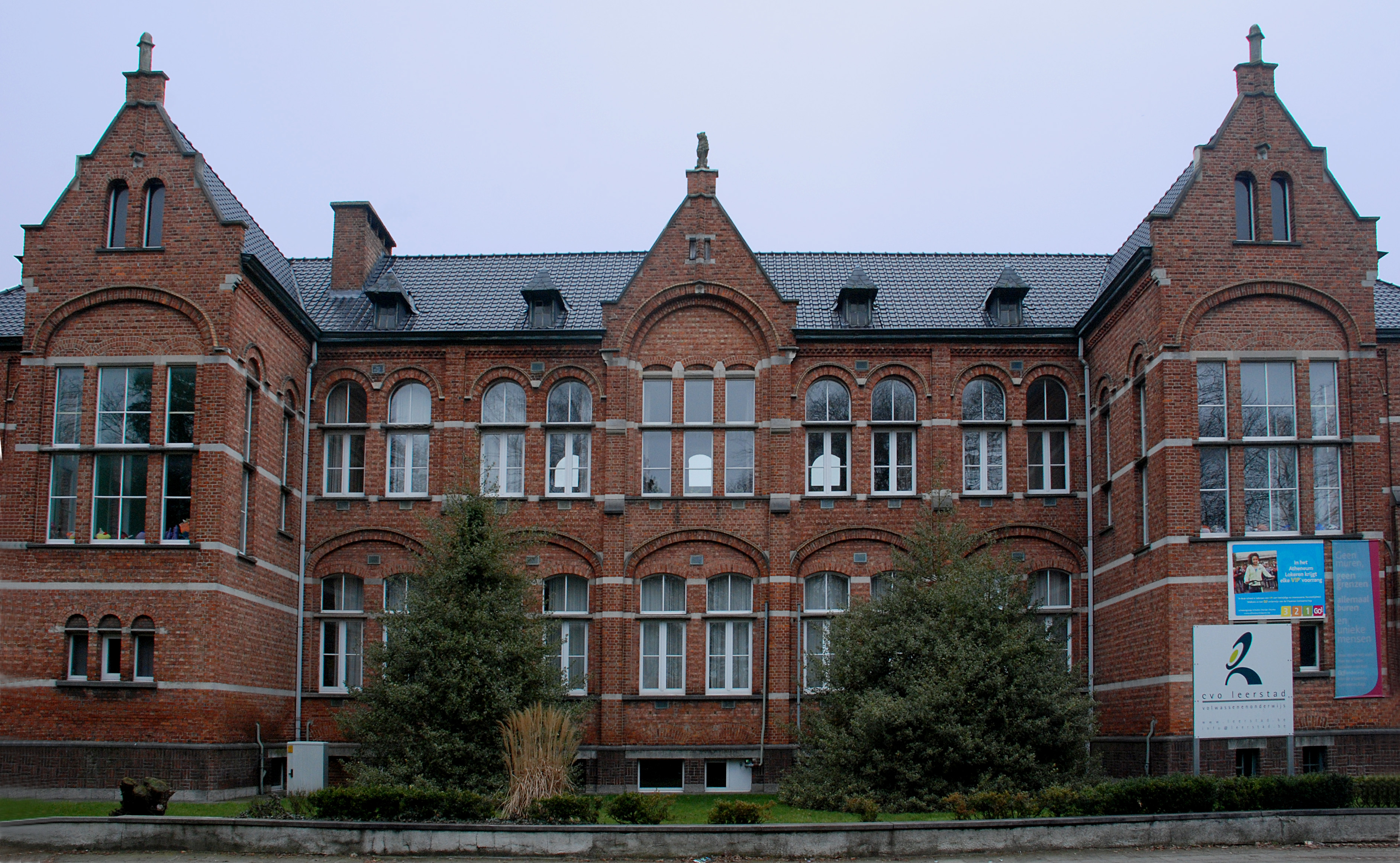
De Rijksschool, waar vroeger de school was gevestigd.

De wortels van het huidige GO! Atheneum Lokeren liggen in de schoolcampus langs de Groendreef, dat opgericht werd in 1958. Op 1 augustus 1962 start de bouw van een nieuw schoolgebouw in de Bloemenwijk voor de kostprijs van 42 miljoen frank.
In de zomer van 1965 is de bouw van het nieuw schoolgebouw afgerond en trekt op 1 september 1965 het basisonderwijs in het gebouw. Op 25 juni 1966 wordt het gebouw officieel ingehuldigd door toenmalig Minister van Nationale Opvoeding, Frans Grootjans.

## Gebouw

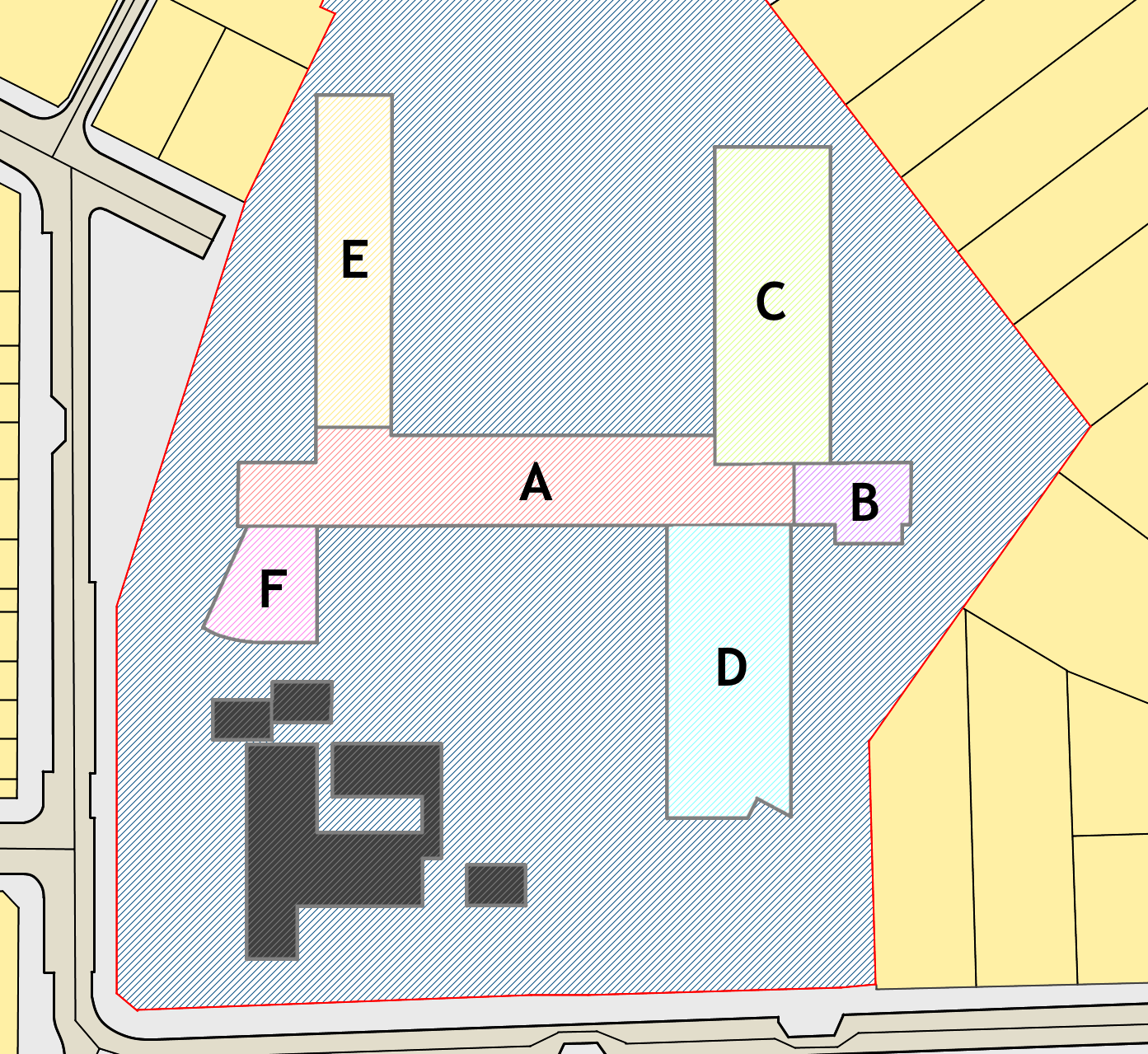
Plattegrond van de school

Het gebouw is een samenstelling van een hoofdgebouw en vier zijvleugels. Aan de zuidelijke kant van het gebouw kun je een verharde speelplaats vinden. Aan de noordelijke zijde ligt een grasplein. Binnen het schoolgebouw bevindt zich ook een basisschool genaamd Springplank.
Het schoolgebouw is opgedeeld in zes blokken, aangeduid als A, B, C, D, E en F. Het hoofdgebouw bestaat uit de blokken A en B, terwijl de zijvleugels worden gevormd door de blokken C, D, E en F.
Elke blok heeft een specifieke functie. Blok E is bijvoorbeeld verdeeld over twee verdiepingen. Op de tweede verdieping worden wetenschappelijke vakken gegeven, terwijl het schoolarchief zich op de eerste verdieping van deze blok bevindt. Blok C huisvest een turnzaal en een technieklokaal. Blok F is gewijd aan het schoolpersoneel en bestaat uit één verdieping, waar ook het kantoor van de directeur zich bevindt. Blokken A en B zijn elk vier verdiepingen hoog en bieden in totaal ongeveer 40 klaslokalen. De basisschool is gevestigd in blok D, dat voorheen dienst deed als de schoolcafetaria.

## Galerij

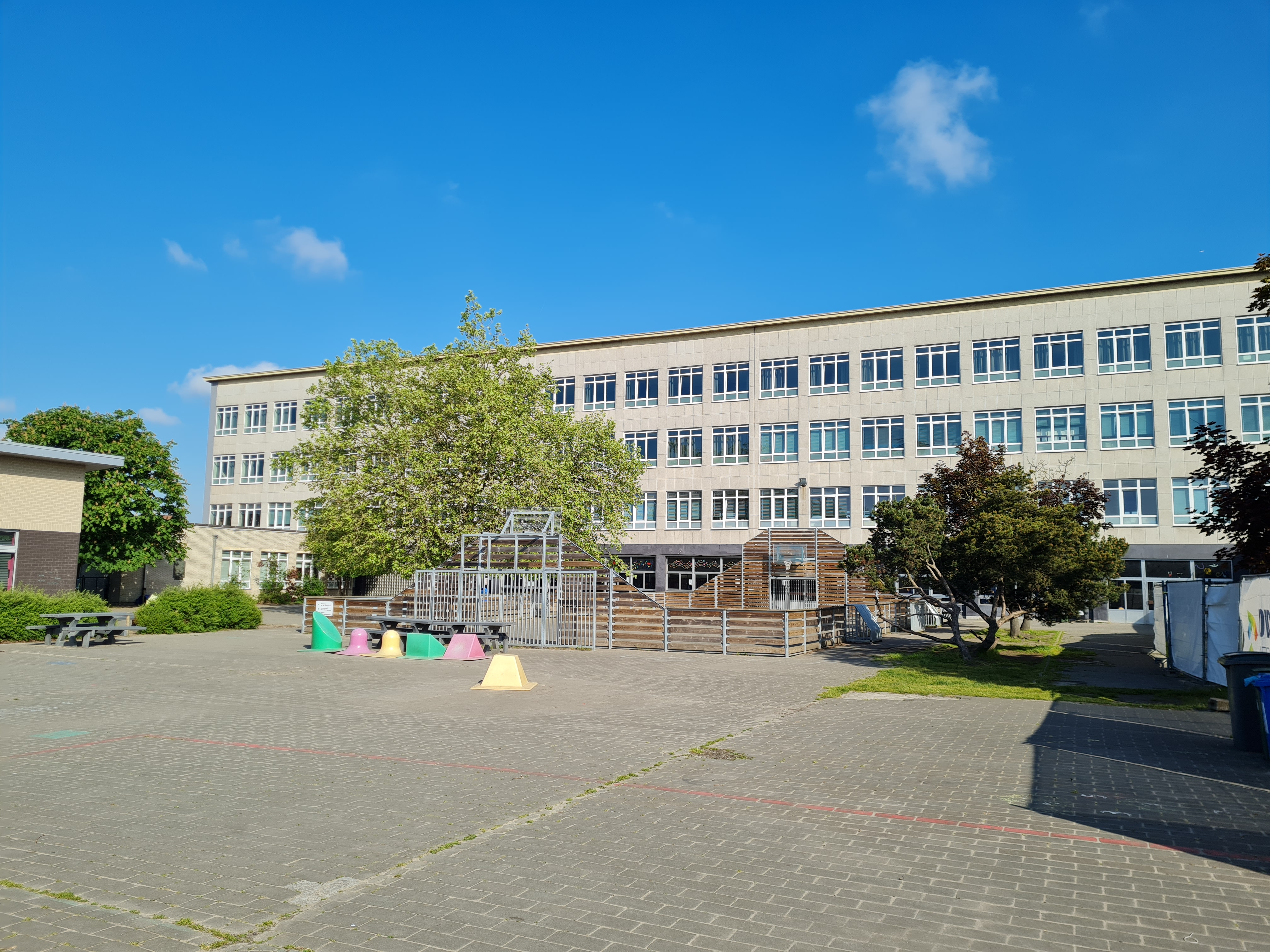
Zicht op de zuidelijke speelplaats.
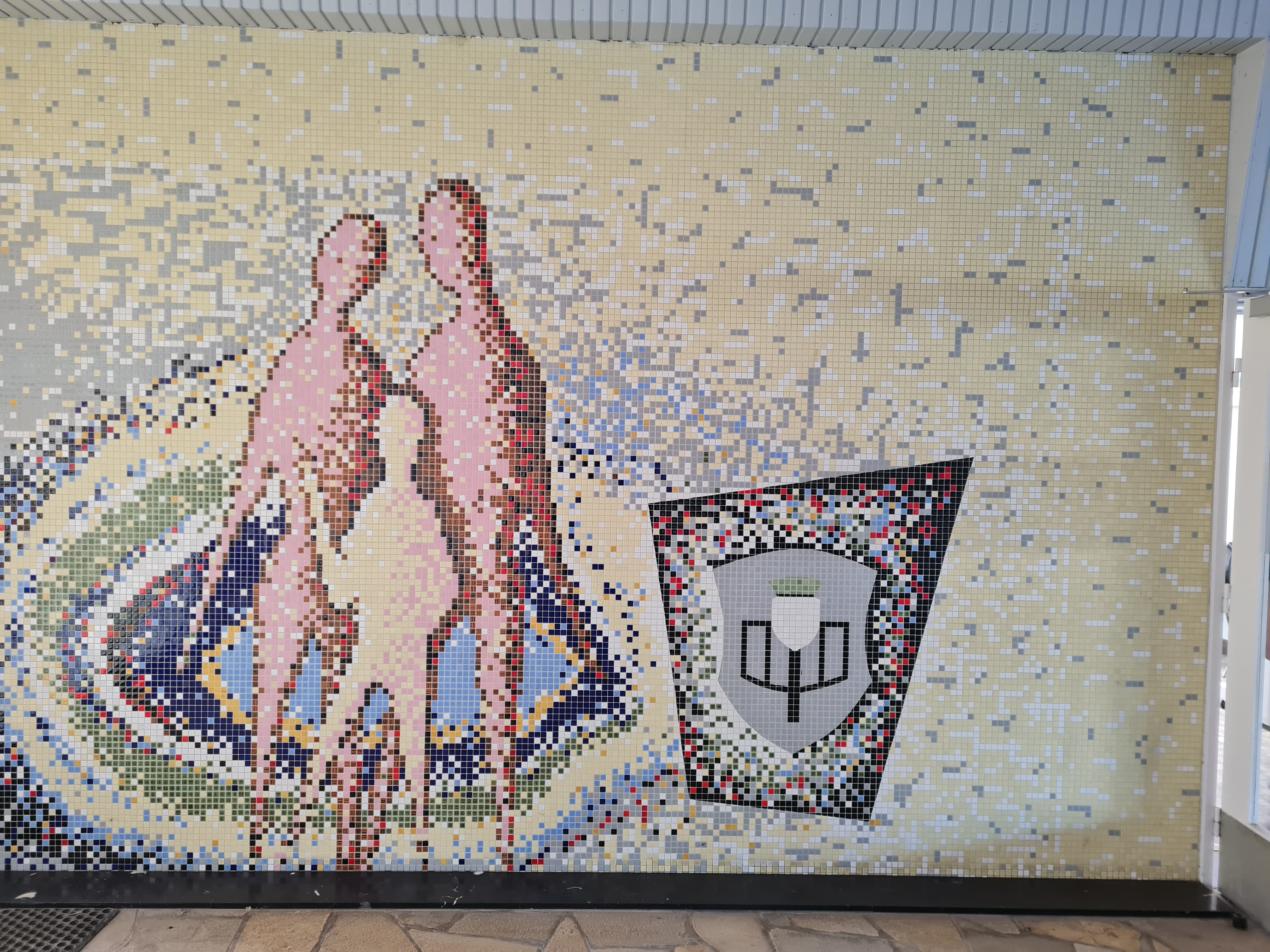
Een mozaïek in de inkomhal, met rechtsonder het Lokerse wapenschild